# Artizanatul în Japonia medievală
În Japonia medievală, artizanii erau clasificați în trei mari categorii, care erau apoi subclasificate: cei care aveau propriul lor atelier, cei care lucrau în ateliere și artizani hoinari (care aveau grade individuale). În categoria artizanilor sau a meseriașilor (shokumin), făuritorii de săbii se ridicau adesea, datorită talentului și îndemânării lor, la o demnitate socială deasupra stării lor. Din secolul al XVII-lea s-au încetățenit „cinci meserii principale”: cei care făceau acoperișe, tăietorii de lemne, zidari, cei care tencuiau clădiri și dulgherii.
În cei 250 de ani de pace Tokugawa (1603-1868), în care nu au mai existat războaie civile, micile ateliere artizanale de tot felul au înflorit, mai ales la orașe. Atelierele artizanale și meșteșugărești au creat, în acest interval, o tradiție familială în diferite meserii. Artizanii japonezi se situau undeva între producători de bunuri de consum și creatori de frumos, dobândind de-a lungul timpului abilități deosebite pe care le-au transmis generațiilor următoare.
Unii fierari au obținut titlul de “kami”, scris cu aceleași ideograme (kanji) ca pentru cuvântul „daimyo” - nobilul feudal. Se afirmă că însuși unul din împărații Japoniei, Go-Toba (1183-1198), ar fi făcut săbii; era meșteșugul cel mai îndrăgit, dar și deosebit de complicat. O sabie japoneză are un proces tehnologic de prelucrare a oțelului compus din multe operații, într-o ordine anume, care se ține minte și se transmite din generație în generație până în zilele noastre.
Meșteșugarii metalurgiști, pe lângă fabricarea săbiilor, turnau și gigantice statui de bronz, precum cea din Nara care datează din secolul al VIII-lea și este cea mai mare statuie de bronz existentă în lume. A fost turnată în anul 739, primind denumirea de “Marele Buddha” (Daibutsu). Înălțimea statuii, inclusiv nimbul, fără piedestal, este de 16 m, cântărind aproape 500 de tone. În compoziția aliajului au intrat zinc, mercur, cupru și 200-300 kg de aur.
Meșteșugurile, care se transmiteau din tată în fiu, erau practicate ca apanaj al unei familii, și nu neapărat în cadrul unei corporații. Cum în Japonia materia primă cea mai mult folosită era lemnul, un loc important îl dețineau tăietorii de lemne, dulgherii, tâmplarii și cei care se dedicau producției casnice a hârtiei. Tradiția atribuie importarea hârtiei, pentru prima dată în Japonia, unui călugăr coreean, în anul 610, dar este posibil ca hârtia să fi fost produsă în Japonia dinainte. Fiecare regiune și-a dezvoltat tehnica sa proprie de prelucrare a hârtiei, de unde și multele întrebuințări pe care le avea hârtia în arhipelagul nipon: din hârtie se confecționau paravane, pereți despărțitori glisanți, lanterne, batiste, evantaie. Prelucrată pentru a deveni translucidă, hârtia ținea loc de geam, garderobe, umbrele, mantale impermeabile, perne, tapete, ambalaje rezistente și frânghii. Deci, hârtia a fost rapid integrată în cultura japoneză, devenind un material indispensabil vieții de zi cu zi. Tehnica de fabricare a hârtiei a produs schimbări majore în producția manufacturieră japoneză, dând naștere unui nou gen de hârtie, numită washi, care a fost folosită și în origami - arta plierii hârtiei.
Una dintre cele mai vechi corporații era cea a artizanilor de lacuri, a căror tehnică extrem de complicată a realizat opere de artă, în concurență cu cele chinezești. Alte meșteșuguri caracteristice civilizației japoneze sunt cel al țesutului mătăsii,  cel al broderiilor fine, cel al confecționării evantaielor și al prelucrării diverselor specii de bambus. Evantaiul este menționat în cele mai vechi anale ale Japoniei, adică în jurul secolului al VIII-lea. Japonezii sunt cei care au inventat evantaiul pliant, pe care apoi l-au adoptat și chinezii în epoca Ming (1368-1644). Din bambus se făceau șarpante ușoare la case, scaune, mese, scări, garduri, parchete, site, obloane, conducte de apă, năvoade, lăzi, cutii, colivii pentru păsări, cercuri de butoaie, cuie, cabluri pentru bacuri, poduri peste pâraie, bastoane, pălării, flaute, trompete, evantaie, vaze de flori, piepteni, jucării, sandale, arcuri, săgeți, polonice și bețe servind drept furculițe. 
Cei care aparțineau aceleiași meserii locuiau împreună în anumite zone ale orașului, și plăteau taxe atât în bunuri și servicii cât și numerar. Așadar, când au venit anii 1850 și Japonia medievală s-a confruntat cu realitatea revoluției industriale occidentale, în Japonia exista un nivel al meșteșugurilor cum nu s-a mai auzit în afara Asiei.
Unele elemente ale industriei moderne, cu consecințe importante pe plan economic și militar, au apărut în jurul anului 1850. Astfel, în provincia Hizen (azi prefecturile Saga și Nagasaki) a fost creată, în anul 1842, cu ajutorul olandezilor, o oțelărie destinată fabricării tunurilor și navelor. În anul 1850, în Satsuma (azi prefectura Kagoshima) a fost ridicată o altă oțelărie, iar în 1852 s-au pus bazele unei fabrici pentru producerea tunurilor destinate apărării coastelor maritime ale Japoniei. 